# Évariste Berg
Pour les articles homonymes, voir Berg.
Né le 13 février 1834 à Saint-Benoît et mort le 13 juin 1864, Evariste Berg est un officier français originaire de l'île de La Réunion, issu d’une famille d’officiers établie à La Réunion.

## Une courte mais glorieuse carrière militaire

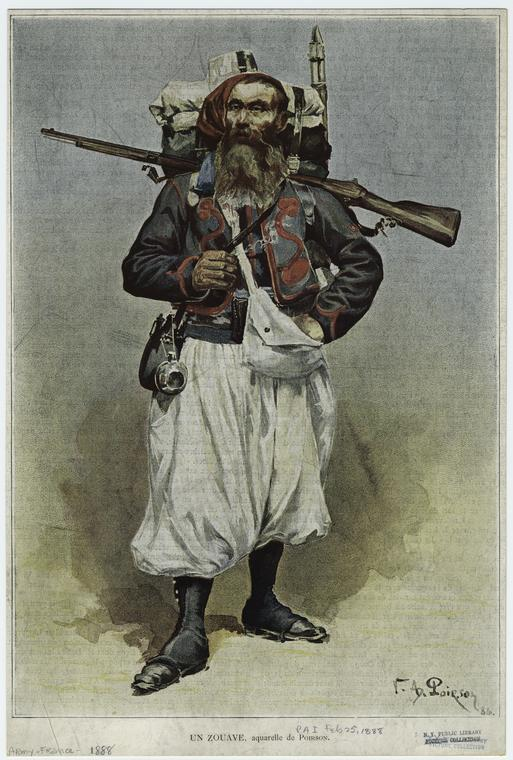
Un zouave, aquarelle de 1888

Après les années d’enfance passées à La Réunion à Sainte-Anne, son oncle, le futur général Emile Rolland l’encourage à poursuivre une carrière militaire. Le 18 novembre 1852, il s'engage dans l'artillerie de marine. Il est nommé caporal le 21 juillet 1853 puis sergent le 1er avril 1854. Il combat en Baltique comme sergent-fourrier et retrouve son oncle au cours de la guerre de Crimée.
Après un premier incident dans sa carrière militaire, il est muté à sa demande au 1er régiment de zouaves en 1855 comme simple soldat et y recommence son cursus militaire. Caporal le 1er août 1856 puis sergent en avril 1859, il prend part à d'autres campagnes de l’époque : Italie, Afrique d'octobre 1859 à septembre 1860, expédition française en Syrie.
Devenu brièvement sous-lieutenant, un deuxième incident dans sa carrière, le 7 novembre 1861, met Evariste Berg en "non activité" par décret. Sa démission est acceptée le 23 juin 1862. Il s'engage alors dans la Légion étrangère et redevient simple soldat le 25 décembre 1862 de l'armée d'Afrique. Puis il part pour le Mexique, lors de l'expédition impériale décidée par Napoléon III. 
En 1863, la 3e compagnie dans laquelle est affectée le caporal Berg, est assiégée dans une hacienda du village de Camerone par une troupe mexicaine forte de 2000 hommes et lui tient tête pendant toute une journée, la détournant du convoi français qu'elle projetait d'attaquer. 
Cette unité de la Légion va s'illustrer lors de ce combat. La Légion étrangère fera de Camerone un symbole dont toutes les unités commémoreront le souvenir dès 1906, tous les ans, le 30 avril. "Ce ne sont pas des hommes, ce sont des démons", aurait prononcé le colonel Milan, chef des troupes mexicaines. Sur le monument qui fut par la suite érigé sur les lieux du combat, furent gravés ces mots : "Ils furent ici moins de soixante opposés à toute une armée. Sa masse les écrasa. La vie plutôt que le courage abandonna ces soldats français, le 30 avril 1863".
Evariste Berg, blessé, fut fait prisonnier alors qu'il était le dernier défenseur des deux portes principales du corral de l'hacienda. Il faisait partie de la poignée de légionnaires rescapés du combat. Il en fera le rapport au colonel Jeanningros : « La 3e du 1er (bataillon du régiment étranger) est morte, mon colonel, mais elle en a assez fait pour que parlant d'elle, on puisse dire : "Elle n'avait que des bons soldats".
À l'issue de sa libération lors d'un échange de prisonniers, Evariste Berg fut nommé sous-officier, au grade de sergent. Il mourut à l’âge de 30 ans à Orizaba, dans des circonstances incertaines. Selon les versions, son décès serait dû soit à la fièvre jaune, soit à un duel causé par sa passion du jeu, soit à une blessure reçue lors du siège de Puebla. Il expira dans les bras de son oncle maternel, le futur général de division Emile Rolland à l’initiative duquel il fut enterré dans le monument de Camerone.
Une rue de Saint-Denis de La Réunion porte aujourd’hui encore le nom d’Evariste Berg.

## Une famille de soldats et de marins

### Père
Son père, Louis Berg, commandait le stationnaire La Lionne à Nosy Be en 1844. Louis Berg épouse, lors d'une escale à la Réunion, Antoinette Rolland.

### Frère
Evariste était le frère d’Achille Berg (1832-1875), chirurgien de 2e classe de la Marine impériale de Napoléon III au Sénégal, qui servit également à Cayenne et fut médecin de l’hôpital colonial de Saint-Denis de La Réunion pendant une quinzaine d’années. Auteur prolifique et éclectique, Achille Berg écrivit plusieurs articles scientifiques dans les domaines de la médecine, de la géologie, de l’entomologie et de la flore réunionnaises. Il mourut sur la mer Rouge dans la nuit du 18 au 19 décembre 1875 et son corps fut jeté à la mer, selon la tradition de la marine.

### Oncle
Son oncle maternel était le futur général de division Emile Rolland (né à Saint-Benoît en 1820 – mort en 1892).

### Sources et bibliographie
- Lucien-Louis Lande, « La Hacienda de Camaron » in Souvenirs d'un soldat, éditeurs H. Lecène et H. Oudin, Paris, 1886 [lire en ligne] Récit paru dans la Revue des deux Mondes du 15 juillet 1878
- Alexis Hubert de La Hayrie, Combat de Camarón - 30 avril 1863, imprimerie Danel, 1889.
- Pierre Sergent, Camerone, Éditions Fayard, 1980  (ISBN 2-213-00890-6)
- Jean Avenel, La campagne du Mexique (1862-1867), Éditions Economica, 1996  (ISBN 978-2717831108)
- Raphaël Schneider, La légion étrangère, in revue Histoire mondiale des conflits no 14, 2004
- Jean-Philippe Liardet, « Camerone 30 avril 1863 », in revue Champs de bataille, no 7, 2005
- Jean-Joseph Julaud, Camarón, Le Cherche midi éditeur, 2008  (ISBN 2-7491-1059-9)
- Alain Gouttman La guerre du Mexique, Perrin, 2008
- Rapport manuscrit du colonel Jeanningros au général commandant le corps expéditionnaire au Mexique, consultable au Musée de la Légion étrangère
- André-Paul Conor, Camerone, 30 avril 1863, éditions Taillandier, 2012

#### Récits de Camerone
- Légion étrangère
- 1er régiment étranger
- Intervention française au Mexique (1861-1867)